# Salmis
Salmis er klassisk fransk madret, hvor stegt eller sauteret kød bliver skåret i stykker og genvarmet i en sovs. Den bliver typisk fremstillet af fuglevildt. Udtrykket bruges også i gamle kogebøger om sneppebrød.